# D'NASH
D'NASH är ett spanskt pojkband som representerade Spanien i Eurovision Song Contest 2007.

## Medlemmar
- Basty - namn: Esteban Piñero Camacho - född 28 februari 1981, Cádiz
- Mikel - namn: Michael Hennet Sotomayor - född 20 januari 1983, Puerto de la Cruz, Teneriffa
- Javi - namn: Francisco Javier Álvarez Colinet - född 30 april 1983, Sevilla
- Ony - namn: Antonio Martos Ortiz - född 19 februari 1981, Valencia

## Biografi
År 2006 släppte de sitt debutalbum "Capaz de todo" ("Kapabel till allt") som hamnade på spanska topp-100-listan över bäst sålda CD-skivor. Capaz de todo var också namnet på en av låtarna på CD:n. I juni 2006 släppte de balladen "¿Dónde Estás?" ("Var är du?") som en singel. Hösten 2006 la de till två extra sånger på sitt debutalbum "¿Qué Sabes del Amor?" ("Vad vet du om kärlek?) och jullåten "Más Allá de las Estrellas" ("Bakom stjärnorna").
Den 24 februari 2007 vann NASH i det spanska tv-programmet Misión Eurovisión 2007 och blev representanter för Spanien i Eurovision Song Contest, den 12 maj i Helsingfors, med låten "I Love You Mi Vida" (Bokstavligen "Jag älskar dig mitt liv" men i det här fallet används 'mitt liv' som sötnos).  Låten slutade på 20:de plats (av 24 tävlande) med 43 poäng.
I mars 2007, bytte NASH namn till D'NASH, på grund av att NASH var för likt den spanske rapparen NACH:s namn.
I april 2007, gjorde de om sitt debutalbum ännu en gång genom att lägga till Eurovision song contest-låten I Love You Mi Vida och de andra låtarna från Misión Eurovisión; Una Lágrima ("En tår"), Tu Voz se Apagará ("Din röst kommer att försvinna"), La Reina de la Noche ("Nattens drottning") och Busco una Chica ("Jag söker en tjej"). De gjorde också en cover av Ben E. Kings sång Stand by Me

## Diskografi
| Information |
| --- |
| Capaz de todo - Utgiven: 27 mars, 2006 (SPA) - Återutiven: 16 november, 2006 (SPA - Jul Version) - Återutgiven: 16 april 2007 (SPA - Mision Eurovisión Version) - Bästa plats: #23 (SPA) - Sålda: 20,000 + - Officiella singlar: - 2006: "Capaz de Todo" - 2006: "¿Dónde Estás?" - 2006: "Uno, Dos, Cuatro" (promotion) - 2006: "¿Qué Sabes del Amor?" (promotion) - 2007: "I Love You Mi Vida" (Spanska ESC-låten) - 2007: "Stand by Me" - 2007: "Amanda" \|} - Officiell webbplats - Officiell MySpace-sida - Video "I love you mi vida" Detta är en översättning från den engelska Wikipedia |